# Козјак (Книн)
Козјак је планина у Книнској крајини, Далмацији, у Републици Хрватској. Налази се југоисточно од Книна. Највиши врх планине је Бат и висок је 1.207 метара.